# Aderstedt (Huy)
Aderstedt ist ein Ortsteil der gleichnamigen Ortschaft der Einheitsgemeinde Huy im Landkreis Harz in Sachsen-Anhalt, (Deutschland).

## Geografie
Zur Ortschaft Aderstedt gehört der Wohnplatz Wassermühle.

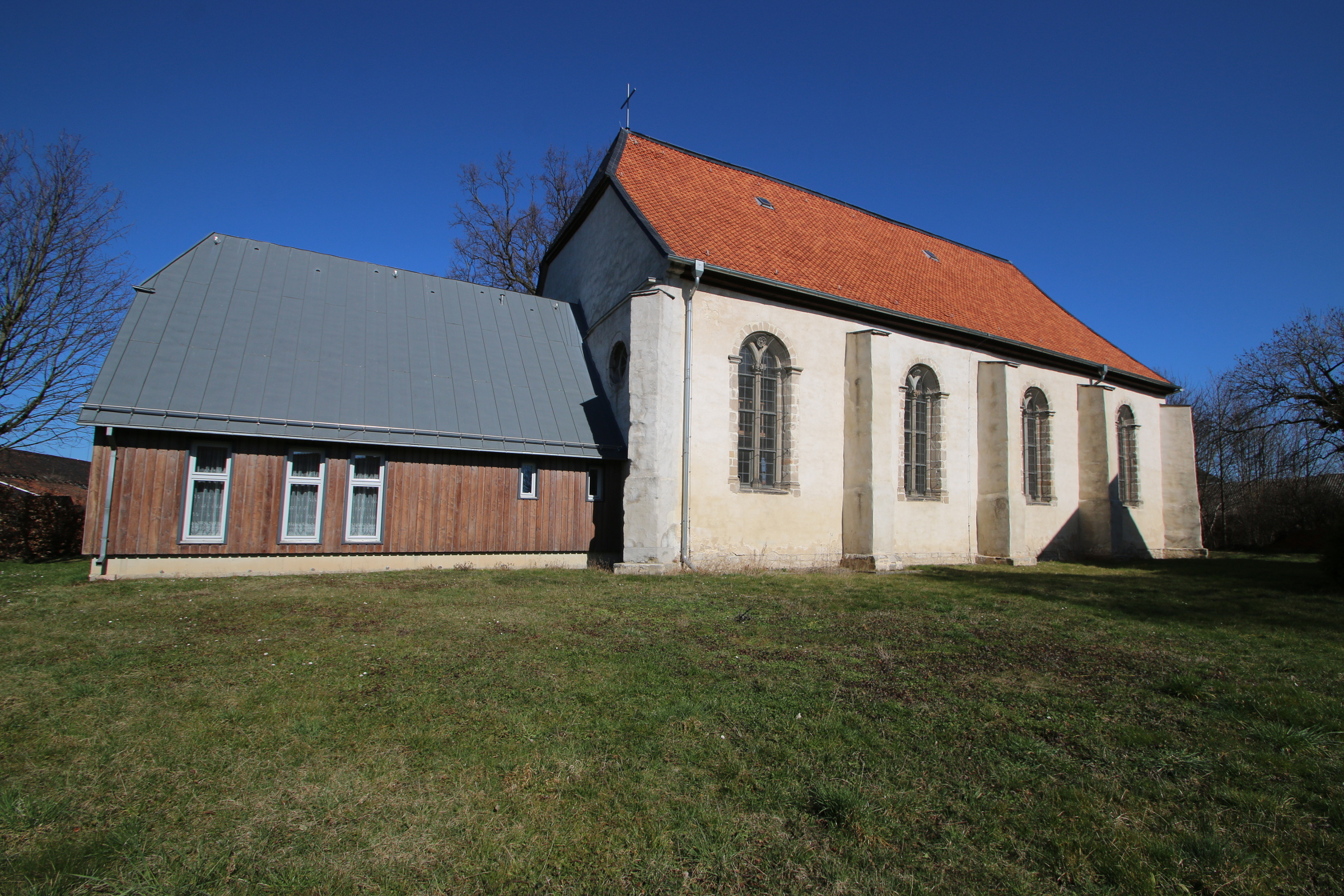
St. Trinitatis (Aderstedt)

## Geschichte
Am 1. August 1004 wurde Aderstedt in einer Schenkungsurkunde des Königs Heinrich II. an das Kloster Drübeck als Atherstedi erstmals urkundlich erwähnt.
Die Grafen von Regenstein hatten hier Besitz als Lehnsnehmer des Hochstifts Halberstadt, den sie an Ministerialen weiterverlehnten, die sich nach dem Ort benannten, erstmals erwähnt 1212 mit Giselbertus de Aderstide. 1343 mussten die Regensteiner ihr Lehen an die Grafen von Wernigerode abtreten. Die Herren von Aderstedt erwarben auch Eigenbesitz in der Gegend. Margarete von Aderstedt brachte Anfang des 15. Jahrhunderts Aderstedt durch Heirat an die Herren von Spiegel.
Ihnen folgten 1544 die Herren von Veltheim. Die Aderstedter Linie der Veltheims erlosch im Jahr 1726, eine andere Linie folgte noch bis 1854. Die ursprüngliche Wasserburg war durch ein Rittergut der Barockzeit ersetzt worden, das die Brüder Josias und Friedrich August von Veltheim im Jahre 1767 begannen und das nach dem Tode von Josias durch seinen Bruder im Jahre 1771 vollendet wurde. In der Kirche befinden sich Epitaphe der Familie.
Am 30. September 1928 wurde der Gutsbezirk Aderstedt mit der Landgemeinde Aderstedt vereinigt.
Der Ort wurde früher auch als Aderstedt am Bruch oder am Moorbruch bezeichnet.
Am 1. April 2002 bildete die damalige Gemeinde Aderstedt zusammen mit den anderen zehn Gemeinden der aufgelösten Verwaltungsgemeinschaft Huy die neue Gemeinde Huy.
Der Ortsbürgermeister Maik Berger kandidiert 2020 für die Wahl zum Landrat des Landkreises Harz.

## Politik

### Ortschaftsrat
Als Ortschaft der Einheitsgemeinde Huy übernimmt ein so genannter Ortschaftsrat die Wahrnehmung der speziellen Interessen des Ortes innerhalb bzw. gegenüber den Gemeindegremien. Er wird aus fünf Mitgliedern gebildet.

### Bürgermeister
Als weiteres ortsgebundenes Organ fungiert der Ortsbürgermeister, dieses Amt wird zurzeit von Jenny Kräcker wahrgenommen.

### Wappen
| | Blasonierung: „In Grün eine silberne Glocke an einem silbernen Balken begleitet von zehn silbernen Sternen.“ |
| Wappenbegründung: Die Farben des Ortes sind Weiß (Silber) - Rot. Das Wappen wurde von der Heraldikerin Erika Fiedler aus Magdeburg gestaltet und am 12. Juli 1995 durch das Regierungspräsidium Magdeburg genehmigt und im Landesarchiv Sachsen-Anhalt unter der Nr. 68/1995 registriert. | |

## Söhne und Töchter des Ortes
- Friedrich Seubert (1819–1890), Verwaltungsjurist, Abgeordneter